# Burni Resam
Burni Resam är ett berg i Indonesien.   Det ligger i provinsen Aceh, i den västra delen av landet, 1 500 km nordväst om huvudstaden Jakarta. Toppen på Burni Resam är 1 018 meter över havet, eller 206 meter över den omgivande terrängen. Bredden vid basen är 1,8 km.
Terrängen runt Burni Resam är varierad.Runt Burni Resam är det mycket glesbefolkat, med 3 invånare per kvadratkilometer. I omgivningarna runt Burni Resam växer i huvudsak städsegrön lövskog.